# Soletti
Soletti ist die meistverkaufte Marke für salzige Snacks in Österreich und dort teilweise ein Synonym für Salzstangen. Unter der Bezeichnung Salzstangerln versteht man in Österreich hingegen mit Salz bestreute längliche Brötchen. Unter der Marke Soletti werden inzwischen neben Salzstangerln verschiedene gebackene Produkte geführt, wie Cracker, Mischungen und Brezeln.

## Geschichte
Erfunden und erstmals hergestellt wurde diese Marke 1949 von der seit 1901 bestehenden Bäckerei Zach in Feldbach in der Steiermark. Ursprünglich verkaufte man unter anderem Brezel, die aus dünnen Teignudeln geformt wurden. Da das händische Formen der Brezel einen erheblichen Zeitaufwand erforderte, überlegte man, wie man die Brezel etwas zeitsparender und einfacher produzieren könnte. Daraus entstand die Idee, diese „Nudeln“  in gerader Form zu backen. Die Soletti-Salzstangen sind bis heute 11 cm lang und die Super Size 22 cm. Ursprünglich hatten nur jene dünnen Salzstangerl die Bezeichnung „Soletti“. Später wurden auch die Brezeln und andere Laugengebäcksorten unter diesem Namen verkauft.
1985 wurde der Betrieb in Feldbach von der Firma Kelly übernommen. Es sind dort ungefähr 135 Mitarbeiter beschäftigt (Stand: 2015). Im Jahr 2018 belief sich der Gesamtumsatz von Kelly auf 183 Mio. Euro.
Täglich gehen 50 Millionen Salzstangen durch die Backstraße im steirischen Solettiwerk. Jährlich bringen 480 Lastkraftwagen rund 12.000 Tonnen österreichisches Weizenmehl für die Produktion der   Soletti-Produkte nach Feldbach. Alle Rohstoffe wie Mehl und Salz werden aus Österreich bezogen.
Bekannt war die Bäckerei Zach in Österreich auch durch ihren Zach-Zwieback.
Soletti startete im Jahr 2009 eine Kooperation mit Backaldrin und beide haben gemeinsam den Mini-Kornspitz entwickelt, der seit April 2010 im Handel erhältlich ist.
2018 erweiterte Soletti sein Sortiment um Soletti CHIPSCracker. Soletti CHIPSCracker sind in den Sorten gesalzen und seit 2019 auch in der Geschmacksrichtung Käse erhältlich.

## Die Marke Soletti
Die Marke Soletti wird als Dachmarke mit dem Leadprodukt Soletti Salzstangerl geführt. Unter der Marke Soletti werden verschiedene Arten von Laugengebäck und Salzgebäck verkauft. Joe Soletti ist das Maskottchen der Marke und ist auf jeder Packung zu sehen. Mit rund 40 %  Marktanteil im gebackenen Segment ist sie eindeutiger Marktführer in Österreich und gilt dort für manche als ein Synonym für Salzstangerl.
Produkte der Marke Soletti werden nicht nur in Österreich vertrieben, sondern weltweit in fast 40 Länder exportiert.

### Produkte
Folgende Produkte werden von Soletti im Sortiment geführt:
- Laugengebäck: Soletti Salzstangerl, Soletti SuperSize Salz und Sesam, Soletti Babybrezel, Soletti Herzblattmix
- BrezelCHIPS: Soletti Brezelchips gesalzen
- Mischungen: Soletti Happy Mix, Soletti Knabbermix, Soletti Goldfischli Mix
- Cracker: Soletti  CHIPSCracker gesalzen, Soletti CHIPSCracker Käse, Soletti Goldfischli, Soletti miniKornspitz

### Philanthropie
Seit 2006 unterstützt Soletti das österreichische Rote Kreuz, indem Blutspender nach ihrer Spende mit Soletti-Produkten versorgt werden.

### Herbert Prohaska als Testimonial
Wie bei der Kelly wird auch bei Soletti seit 2013 mit dem Fußballer Herbert Prohaska als Testimonial geworben.